# Светочувствительная ганглиозная клетка сетчатки

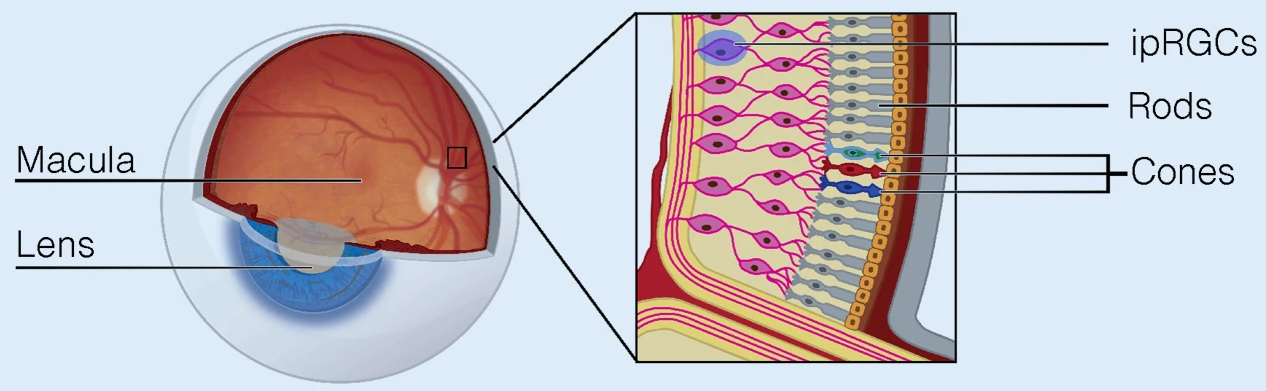

Светочувствительная ганглиозная клетка сетчатки (англ. intrinsically photosensitive retinal ganglion cells, ipRGC) - особый тип фоторецепторов в сетчатке глаза млекопитающих наряду с палочками и колбочками, улавливающий свет и участвующий в синхронизации циркадного ритма с циклом дня и ночи.
Впервые признаки наличия этих клеток заметили в 1927 году, когда у мыши, чьи глаза были лишены палочек и колбочек, зрачки реагировали на свет сужением.

## Обзор
По сравнению с палочками и колбочками, внутренние фоторецепторные клетки реагируют медленнее и сигнализируют о наличии света в течение длительного времени. Они составляют очень небольшую часть (~1%) ганглиозных клеток сетчатки. Их функции не связаны с формированием изображения и принципиально отличаются от функций, связанных со зрением; они обеспечивают стабильное представление об интенсивности окружающего света, а конкретнее:
- Предоставляют информацию о продолжительности дня и ночи, настраивая циркадный ритм. Они передают информацию о свете через ретиногипоталамический тракт (РГТ) непосредственно в регулятор циркадного ритма мозга, супрахиазматическое ядро гипоталамуса. Физиологические свойства этих ганглиозных клеток соответствуют известным свойствам механизма синхронизации (приведения в соответствие) с дневным светом, регулирующего циркадные ритмы. Кроме того, ipRGC могут влиять на периферические ткани, такие как волосяные фолликулы, через SCN-симпатический нервный контур[4].
- Участвуют в регуляции размера зрачка и других поведенческих реакций на условия окружающего освещения, иннервируя претектальное ядро[5].
- Способствуют фоторегуляции и острому фотосупрессивному подавлению высвобождения гормона мелатонина[5].
- У крыс они играют определённую роль в сознательном зрительном восприятии, включая восприятие регулярных решёток, уровней освещённости и пространственной информации[5].

Фоторецептивные ганглиозные клетки были выделены у людей, где, помимо регуляции циркадного ритма, они, как было показано, опосредуют распознавание света у людей, страдающих нарушениями палочковых и колбочковых фоторецепторов.
Фотопигмент фоторецепторных ганглиозных клеток, меланопсин, возбуждается светом, в основном в синей части видимого спектра (пик поглощения при ~480 нанометрах). Механизм фототрансдукции в этих клетках до конца не изучен, но, вероятно, он похож на механизм в рабдомерных фоторецепторах беспозвоночных. Помимо непосредственной реакции на свет, эти клетки могут получать возбуждающие и тормозящие сигналы от палочек и колбочек посредством синаптических связей в сетчатке.
Аксоны этих ганглиев иннервируют области мозга, связанные с распознаванием объектов, включая верхний бугорок четверохолмия и дорсальное латеральное коленчатое тело.

## Структура
Эти фоторецепторные клетки проецируются как на сетчатку, так и на головной мозг. Они содержат фотопигмент меланопсин в различных количествах по всей клеточной мембране, в том числе на аксонах, вплоть до диска зрительного нерва и дендритов клетки. Также они содержат мембранные рецепторы для нейромедиаторов глутамата, глицина и ГАМК. Фоточувствительные ганглиозные клетки реагируют на свет деполяризацией, что увеличивает частоту нервных импульсов, в отличие от других фоторецепторных клеток, которые в ответ на свет гиперполяризуются.

### Меланопсин

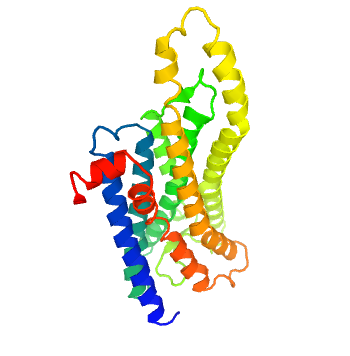
Структура меланопсина

В отличие от других фоторецепторных пигментов, меланопсин способен действовать как возбудимый фотопигмент и как фотоизомераза. В отличие от зрительных опсинов в палочках и колбочках, которые используют стандартные зрительные циклы для преобразования полностью транс-ретиналя обратно в светочувствительный 11-цис-ретиналь, меланопсин способен изомеризовать полностью транс-ретиналь в 11-цис-ретиналь при стимуляции другим фотоном. Таким образом, ipRGC не зависит от клеток Мюллера и/или пигментного эпителия сетчатки при этом преобразовании.

## Функции

### Рефлекс сужения зрачка
Используя различных мышей с нокаутом фоторецепторов, исследователи определили роль ipRGCs как в преходящей, так и в устойчивой передаче сигналов зрачкового светового рефлекса (PLR). Переходный PLR возникает при слабой или умеренной интенсивности света и является результатом фототрансдукции, происходящей в палочках, которые обеспечивают синаптический ввод в ipRGC, которые, в свою очередь, передают информацию в оливарное претектальное ядро в среднем мозге.
Нейромедиатором, участвующим в передаче информации от внутренних палочек к среднему мозгу во время кратковременной реакции на свет, является глутамат. При более ярком освещении возникает устойчивая реакция на свет, которая включает в себя как фототрансдукцию палочек, передающих сигнал внутренним палочкам, так и фототрансдукцию самих внутренних палочек с помощью меланопсина. Исследователи предположили, что роль меланопсина в устойчивой реакции на свет обусловлена тем, что он не адаптируется к световым раздражителям, в отличие от палочек. Устойчивый PLR поддерживается за счет пульсирующего высвобождения PACAP из интернейронов.

### Возможная роль в сознательном зрении
Эксперименты с людьми, у которых не было ни палочек, ни колбочек, позволили изучить ещё одну возможную роль этого рецептора. В 2007 году была обнаружена новая роль фоторецептивных ганглиозных клеток. Заиди и его коллеги показали, что у людей фоторецепторы ганглиозных клеток сетчатки участвуют в сознательном зрении, а также в функциях, не связанных с формированием изображения, таких как циркадные ритмы, поведение и реакции зрачков. 
Было сделано открытие, что существуют параллельные пути восприятия зрения: один основан на палочках и колбочках и проходит через наружную часть сетчатки, а другой — это рудиментарный детектор яркости, который проходит через внутреннюю часть сетчатки. Последний, по-видимому, активируется светом раньше, чем первый.
Авторы модели человека без палочек и колбочек предположили, что этот рецептор может помочь в изучении многих заболеваний, в том числе основных причин слепоты во всём мире, таких как глаукома — заболевание, поражающее ганглиозные клетки.
Доказано, что у других млекопитающих светочувствительные ганглии играют важную роль в сознательном восприятии изображения. Исследования, проведённые Дженнифер Экер и др. показали, что крысы, у которых отсутствуют палочки и колбочки, могут научиться плыть к вертикальным полосам, а не к такому же светящемуся серому экрану.
Большинство исследований показывают, что пиковая спектральная чувствительность рецептора находится в диапазоне от 460 до 484 нм. В работе Заиди, Локли и их соавторов, в которой использовался человек без палочек и колбочек, было обнаружено, что очень интенсивный световой раздражитель с длиной волны 481 нм приводил к осознанному восприятию света, то есть к появлению рудиментарного зрения.